# Jean-Pierre Guézec
Jean-Pierre Guézec (* 29. August 1934 in Dijon, Bourgogne-Franche-Comté; † 9. März 1971 in Paris) war ein französischer Komponist.

## Leben
Guézec begann im Alter von sechs Jahren Violine zu spielen, musste das Instrument aber zehn Jahre später auf Grund einer rheumatischen Erkrankung aufgeben. Am Pariser Konservatorium besuchte er bis 1963 Klassen von Olivier Messiaen, Darius Milhaud, Jean Rivier und Pierre Boulez. Darauf nahm er an einem Kurs von Iannis Xenakis am Tanglewood Berkshire Music Center und erhielt dort den Kompositionspreis.
Ersten Erfolg hatte Guézek mit seiner Suite pour Mondrian. Drei Sätze der Suite wurden 1963 in der Carnegie Hall in New York aufgeführt, das gesamte Werk am Théâtre des Champs-Élysées unter Leitung von Ernest Bour. 1968 erhielt er als erster Preisträger den Grand Prix für sinfonische Werke der französischen Künstlervereinigung SACEM. Im Folgejahr übernahm er am Pariser Konservatorium die Professur von Olivier Messiaen. Unter anderem studierten François Bousch und Jean-Claude Wolff bei ihm. Sein kompositorisches Werk umfasst Solo- und Kammermusik, Stücke für Chor, Kammerensemble und für Orchester, einige Instrumentalkonzerte sowie Schauspielmusiken zu Stücken von Copi, Witold Gombrowicz und William Shakespeare. 1971 starb Guézec, dessen Gesundheit stets fragil war, im Alter von 36 Jahren an einem Herzinfarkt.

## Werke
- Concert pour violon principal et quatorze instruments, 1960
- Suite pour Mondrian für großes Orchester, 1963
- Architectures colorées für fünf Solisten, 1964
- Ensemble multicolore für Instrumentalensemble, 1965
- Successif-Simultané für zwölf Streicher, 1968
- Reliefs polychromés für zwölf Vokalsolisten, 1969
- Forme-Couleurs, 1969